# パラライキ
パラライキ（千島アイヌ語: Pararayki）は、千島アイヌが演奏に用いる首の長い弦楽器である。三角形の胴に3本の弦を持つのが普通であり、ロシアのバラライカをベースとしたものである。

## 名称
「パラライキ」という名称は、「バラライカ」の転訛によるものである。
ロマノフ朝ロシアは、18世紀中頃からラッコ資源の利用を目的に千島列島への入植を試みていた。しかし、千島列島には千島アイヌが先住しており、両者が対立と交流を重ねる中で千島アイヌにロシアの文化が取り入れられたことを背景とする。

## 歴史
1888年、ロミン・ヒッチコックが北海道島・千島列島を旅する中、色丹島で千島アイヌがパラライキを用いていたことを記録している。